# Neues Schloss (Trappstadt)

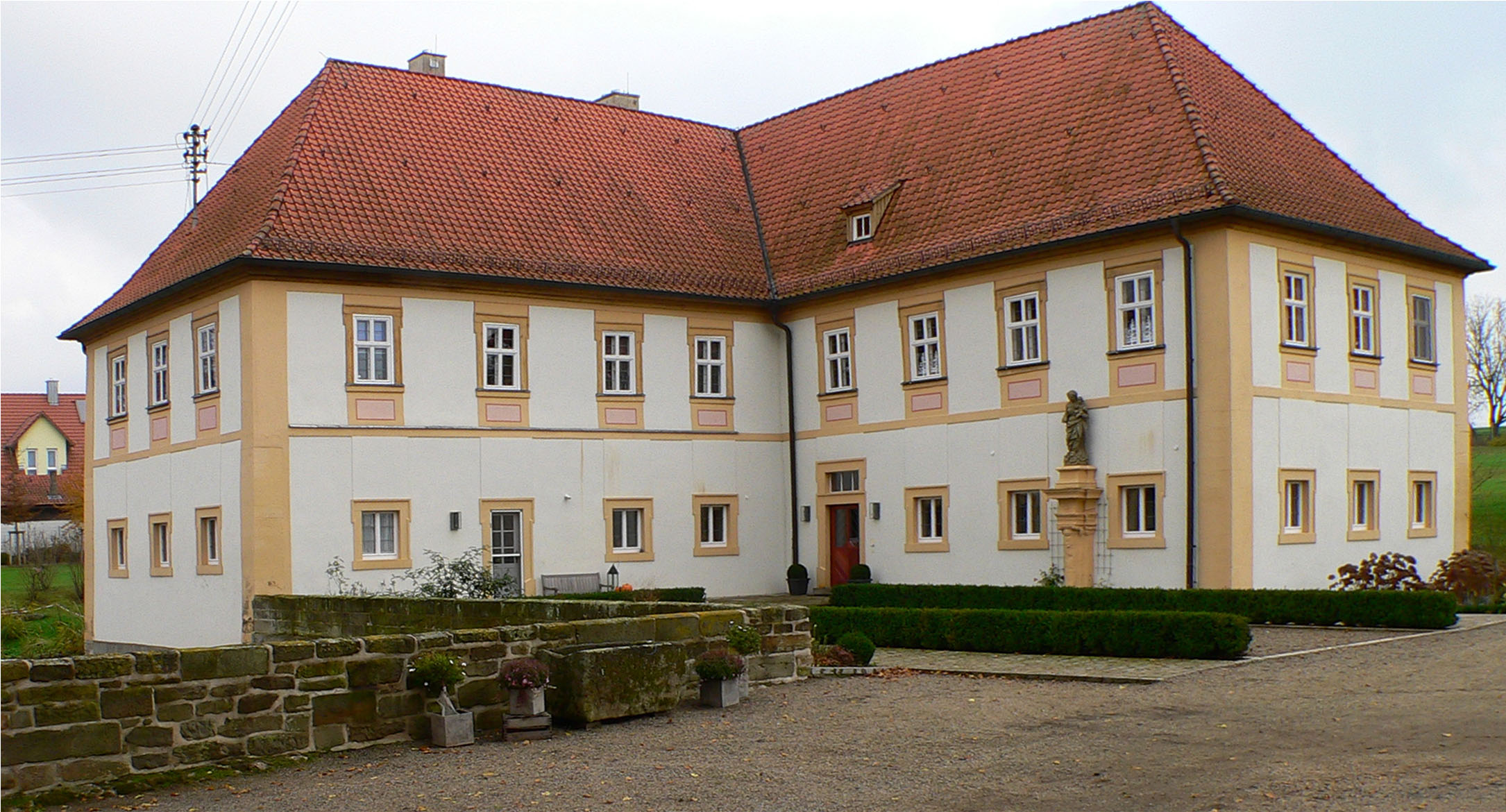
Neues Schloss (Trappstadt)

Das Neue Schloss ist ein denkmalgeschütztes Bauwerk, das in Trappstadt steht, einem Markt im Landkreis Rhön-Grabfeld in Unterfranken in Bayern. Das Gebäude ist unter der Denkmalnummer D-6-73-174-14 als Baudenkmal in der Bayerischen Denkmalliste eingetragen. 

## Beschreibung
Das neue Schloss wurde um 1710 nach einem Entwurf von Joseph Greissing für Faust vom Stromberg umgebaut. Von 1853 bis etwa 1970 war es früherer Besitz derer von Bibra. Die beiden zweigeschossigen Gebäudetrakt auf L-förmigen Grundriss haben an den Ecken Lisenen und sind verputzte Fachwerkhäuser, die mit Walmdächern bedeckt sind. Die Rahmen der Fenster und Türen sind geohrt.